# Psychoda savaiensis
Psychoda savaiensis är en tvåvingeart som beskrevs av Edwards 1928. Psychoda savaiensis ingår i släktet Psychoda och familjen fjärilsmyggor. Inga underarter finns listade i Catalogue of Life.